# Hjördis Nordin-Tengbom
Hjördis Fredrika Nordin-Tengbom, född 2 januari 1877 i Jakob och Johannes församling i Stockholm, död 11 januari 1969 i Farsta församling, var en svensk skulptör, målare, tecknare och grafiker.

## Biografi

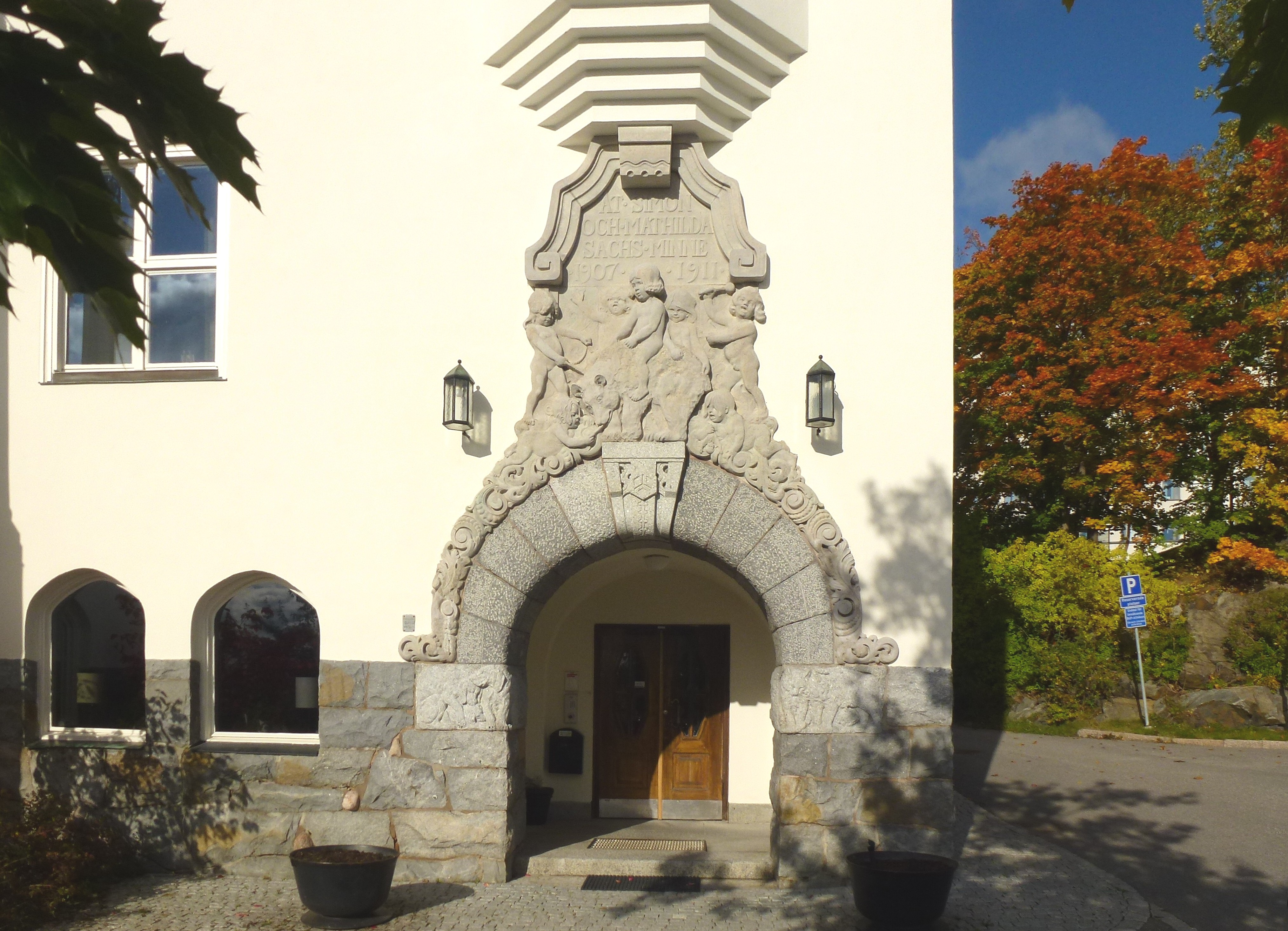
Portal till före detta Sachsska barnsjukhuset.

Hjördis Nordin-Tengboms föräldrar var snickarmästaren Lars August Nordin och hans hustru Ida Josefina Hansson. Hon var gift 1905–1927 med arkitekten Ivar Tengbom samt mor till Anders Tengbom, furstinnan Ann-Mari von Bismarck (1907–1999) och konstnären Yvonne Birgitta Tengbom-Wennerholm. Hennes syster var skulptören och konsthantverkaren Alice Nordin. 
Hjördis Nordin växte upp i Stockholm och utbildade sig 1893–1895 på Tekniska skolan, 1895–1897 på Högre konstindustriella skolan och periodvis 1898–1903 vid Kungliga Konstakademiens etsningsskola i Stockholm. Hon fortsatte därefter sina studier i vid Académie Julian och Académie Colarossi Paris 1903–1906 samt genom självstudier under resor till Italien, Storbritannien, Tyskland, Norge och Danmark. Tillsammans med Märta Måås-Fjetterström ställde hon ut på Galerie Moderne i Stockholm 1931. Hon medverkade i Salon des Beaux-Arts i Paris 1905 och 1906, Lundautställningen 1907, Baltiska utställningen, Sveriges allmänna konstförenings utställningar i Stockholm, Föreningen Svenska Konstnärinnors utställning på Liljevalchs konsthall 1927 och utställningen Barnet i konsten som visades på Nordiska museet 1941. Hon var representerad vid den svenska konstindustriutställningen år 1927 och vid en medaljkonstutställning i Köpenhamn 1953.
Hjördis Nordin-Tengbom har som skulptör framför allt gjort porträttbyster, medaljer och plaketter, bland annat porträtt av prinsessan Ingeborg, Gustaf Clason, Johan Bojer, livmedikus Harald Ernberg (1874–1937), Eric Wennerholm och Fredrik von Essen samt medaljer för Olympiska sommarspelen 1912. Som konsthantverkare skapade hon silversmycken och belysningsarmaturer i koppar. Hennes bildkonst består av porträtt, generebilder, blomsterstilleben och Landskapsskildringar. Som illustratör medverkade hon i tidskriften Thalia med pennteckningar. Nordin-Tengbom finns representerad vid bland annat Nationalmuseum och prins Eugens Waldemarsudde i Stockholm.

## Offentliga verk i urval
- Portal till Sachsska barnsjukhuset
- Relief i marmor i Stockholms konserthus